# David Fury
David Allen Shapiro (født 5. marts 1959 i Plainview, New York) er en amerikansk tv-forfatter- og producer, der har arbejdet på bl.a. Buffy the Vampire Slayer, Angel, Lost og 24 Timer. Han har også været tilbudt job som show runner på Numb3rs, men afslog.
Fury er gift med manuskriptforfatteren Elin Hampton, og de har sammen tre børn: Eden, Aaron og Chase.

## Fodnoter
1. ↑  Lostpedia: Interview med David Fury. Hentet 22. juni 2008.